# (263932) Speyer
(263932) Speyer est un astéroïde de la ceinture principale.

## Description
(263932) Speyer est un astéroïde de la ceinture principale. Il fut découvert le 22 avril 2009 à Tzec Maun par Erwin Schwab. Il présente une orbite caractérisée par un demi-grand axe de 2,69 UA, une excentricité de 0,26 et une inclinaison de 12,9° par rapport à l'écliptique.

## Compléments